# 乌真托
乌真托（義大利語：Ugento）是意大利莱切省的一个市镇。总面积98平方公里，2009年人口12195人，人口密度124.4人/平方公里。ISTAT代码为075090。